# Chamaegeron
Chamaegeron é um género botânico pertencente à família Asteraceae.